# 아빠 (2012년 영화)
아빠(father)는 대한민국에서 제작된 서보경 감독의 2012년 영화이다. 김일범 등이 주연으로 출연하였다.

## 출연

### 주연
- 김일범
- 홍성욱
- 이승환

### 조연
- 서보경
- 심재경
- 우현주
- 전승권